# Nerolidol
Nerolidol zählt zu den acyclischen Sesquiterpenen oder eher zu den Sesquiterpenalkoholen. Es ist der Hauptbestandteil des Cabreuvaöls.
Nerolidol ist ein Isomer des Farnesol. Beide Alkohole enthalten drei Doppelbindungen, wobei sich Nerolidol vom Farnesol durch die Stellung einer Doppelbindung und der OH-Gruppe unterscheidet.

## Vorkommen

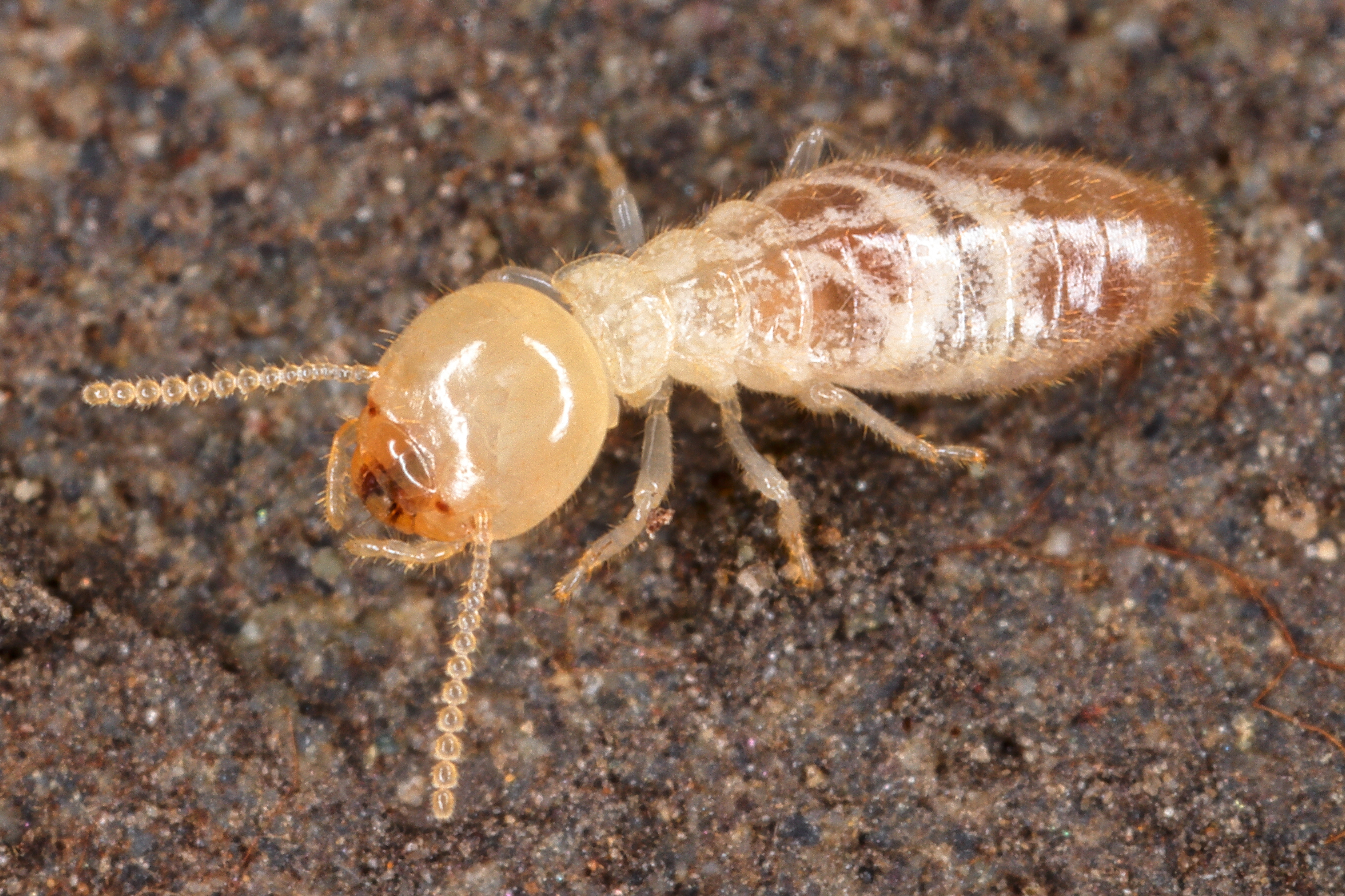
Im Tierreich ist (3R,6E)-(+)-Nerolidol ein Pheromon der Termiten-Königinnen

Nerolidol kommt in zahlreichen Pflanzen, wie Neroli, Ingwer (Zingiber officinale), Jasmin, Kubeben-Pfeffer (Piper cubeba), Grünem Kardamom (Elettaria cardamomum), Basilikum (Ocimum basilicum), Koriander (Coriandrum sativum ), Estragon (Artemisia dracunculus), Thymian (Thymus vulgaris), Lavendel, Tee (Camellia sinensis), Griechischer Bergtee (Sideritis scardica), Erdbeeren, Teebaum, Sternanis (Illicium verum), Stevia rebaudiana, Telosma cordata, Cannabis, Zitronenstrauch (Aloysia citrodora)  und Zitronengras (Cymbopogon nardus) vor und ist Bestandteil vieler etherischer Öle, z. B. Perubalsamöl und Cabreúvaöl (hauptsächlich (+)-trans-Nerolidol). Es findet Verwendung als Aromastoff und Duftstoff. Bei einigen Termiten-Arten der Unterfamilie Syntermitinae (Embiratermes neotenicus, Silvestritermes heyeri, Labiotermes labralis und Cyrilliotermes angulariceps) ist (3R,6E)-(+)-Nerolidol ein Pheromon der Königinnen, das dafür sorgt, dass sie das Monopol über die Reproduktion behält.

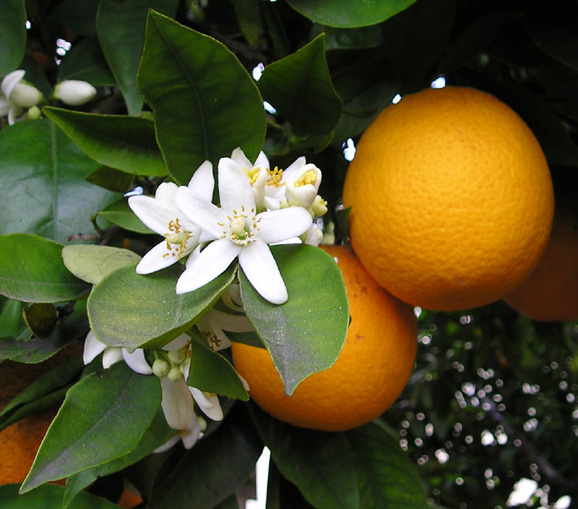
Orange
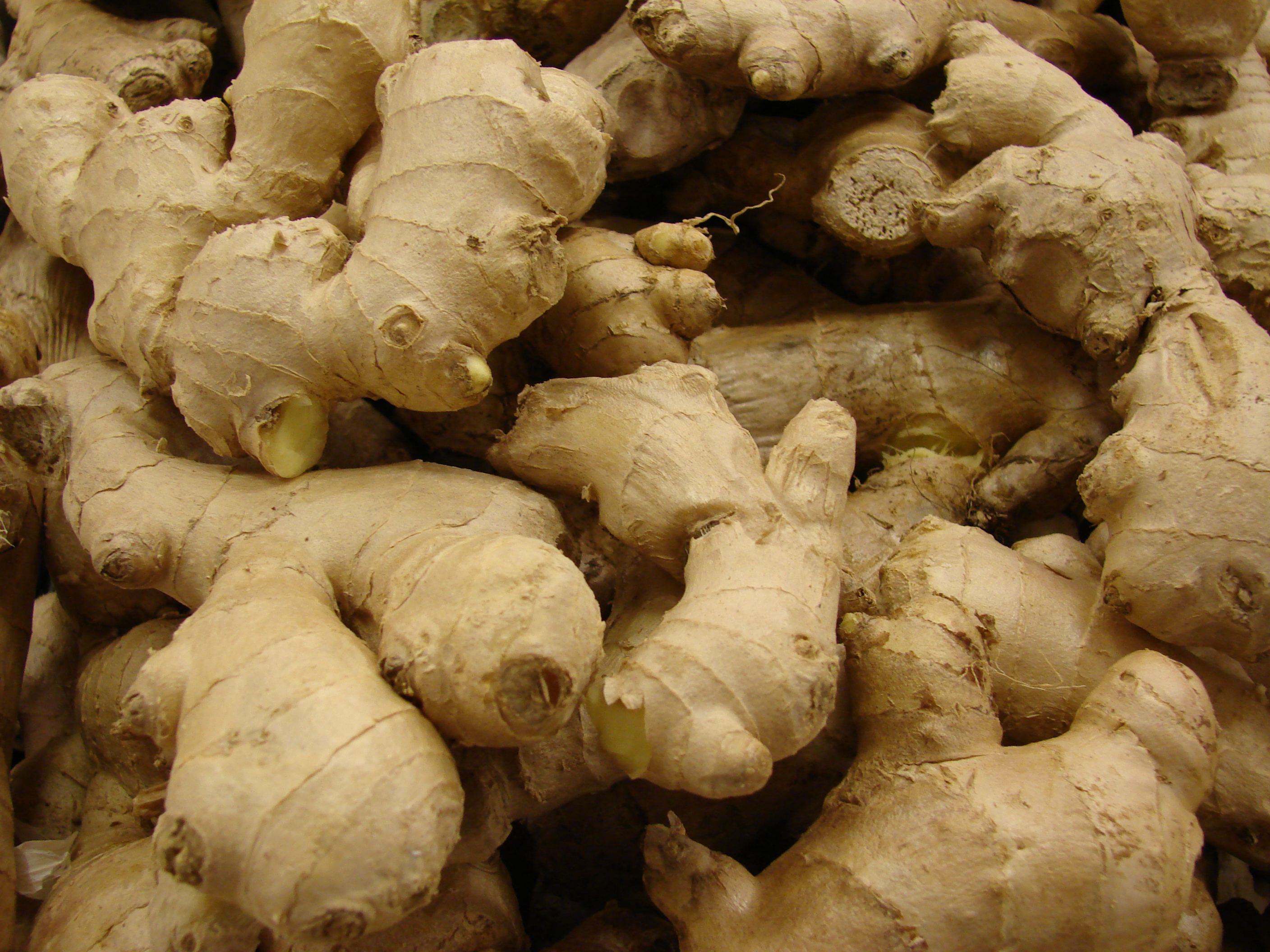
Ingwer
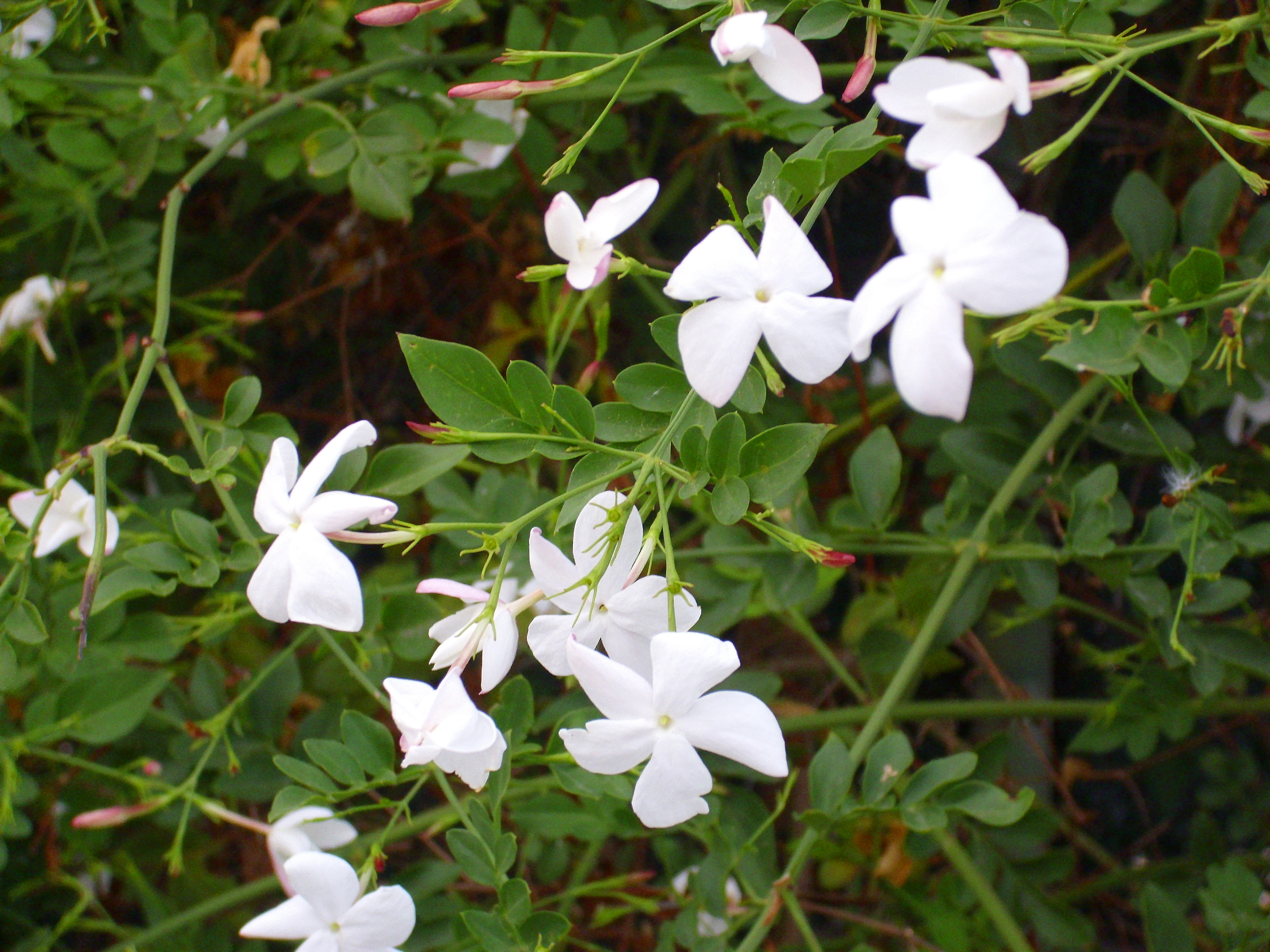
Jasmin
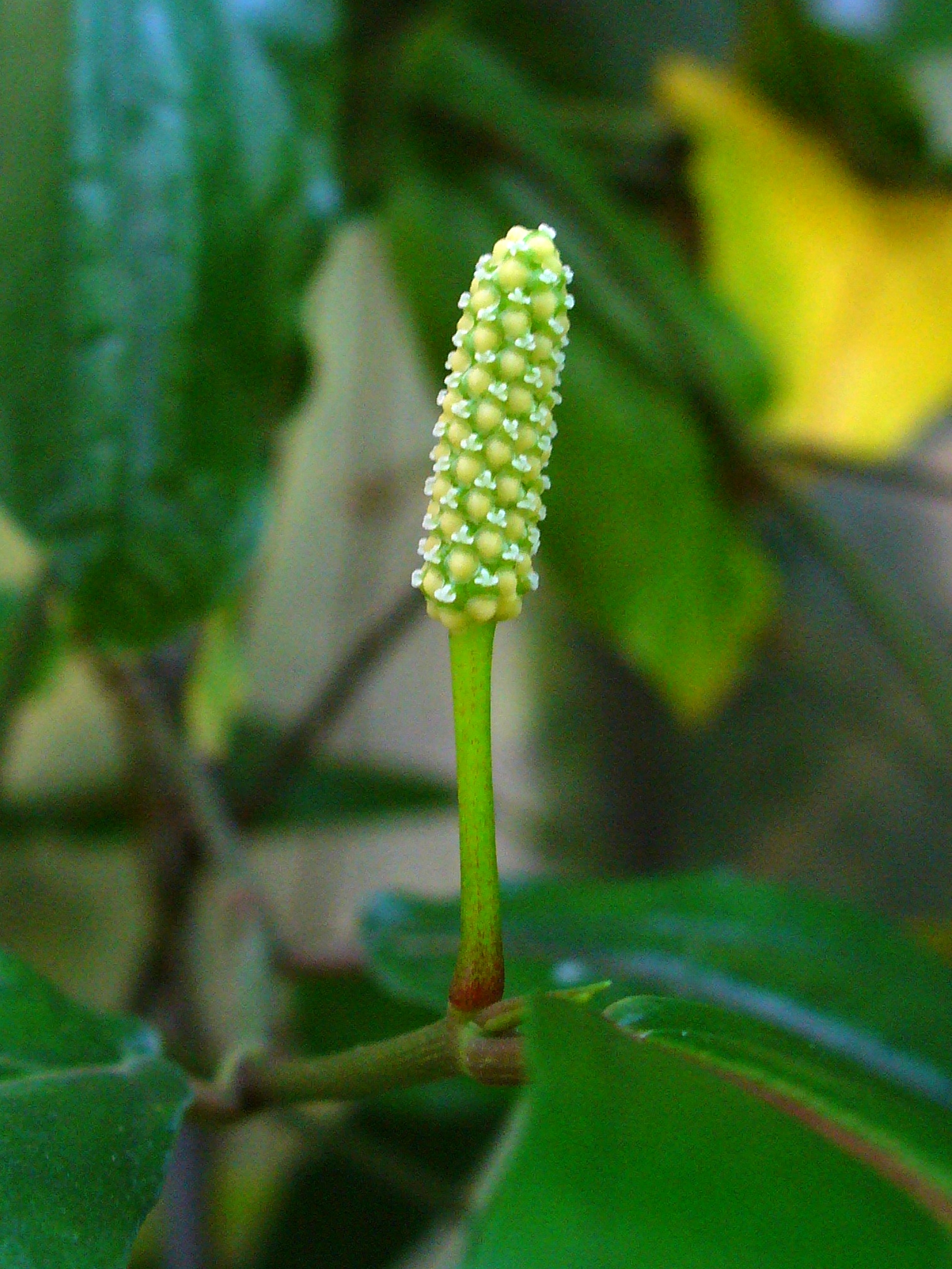
Kubeben-Pfeffer
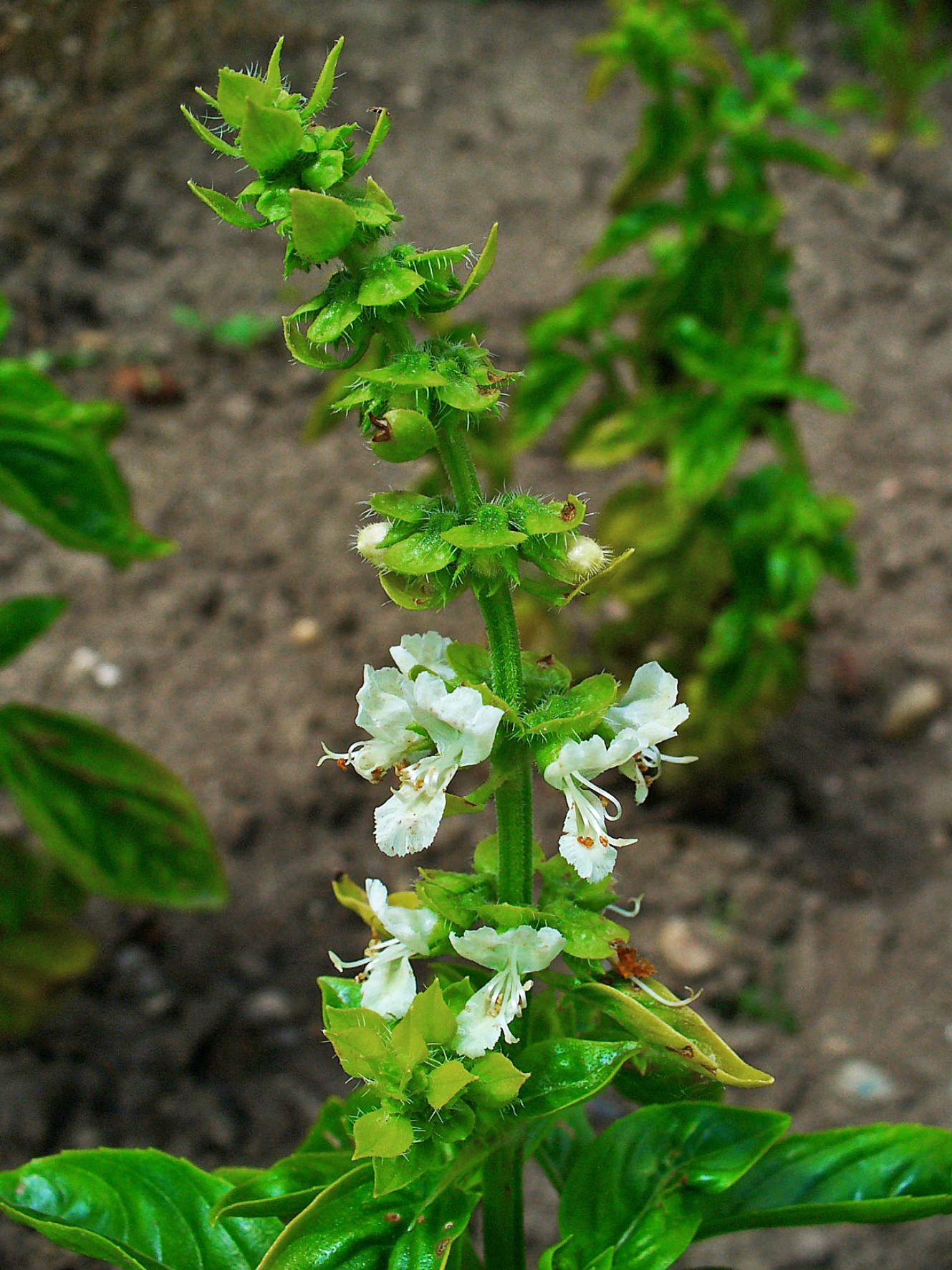
Basilikum
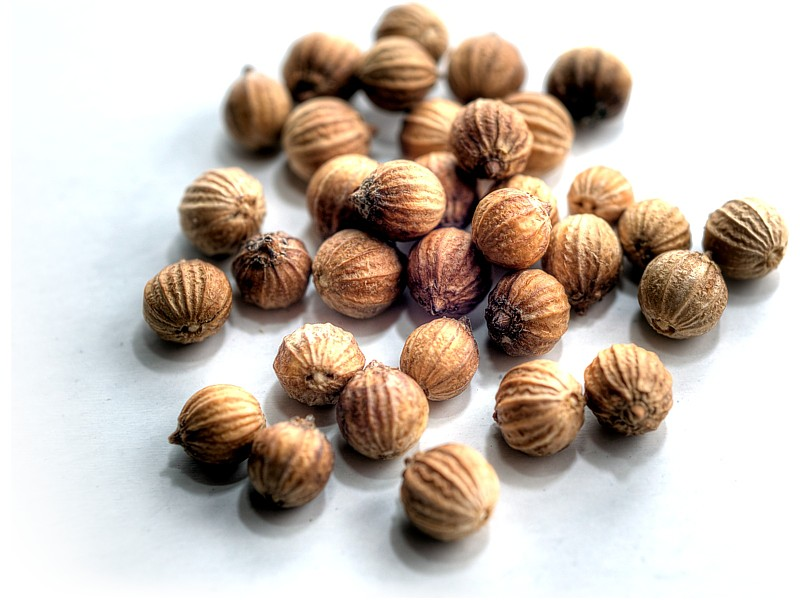
Koriander

## Biosynthese
(3S,6E)-Nerolidol kommt natürlich als Zwischenprodukt bei der Biosynthese von 4,8-Dimethyl-1,3(E),7-nonatrien vor. Es wird dabei durch das Enzym Nerolidolsynthase (EC 4.2.3.48) aus (2E,6E)-Farnesylpyrophosphat durch Abspaltung von Pyrophosphat (PPi) gebildet.

## Isomere
Nerolidol besitzt ein Chiralitätszentrum und liegt, wenn es nicht näher spezifiziert ist, als Gemisch aus den insgesamt vier cis/trans- und (R)/(S)-Isomeren vor.
| keine GHS-Piktogramme |

| Gefahrensymbol | Gefahrensymbol |